# Once Around the World
Once around the world, det andra musikalbumet av gruppen It Bites, utgivet i mars 1988. Tre singlar från albumet gavs ut; "Old Man and The Angel", "Kiss Like Judas" och "Midnight". 
Albumet nådde 45:e plats på englandslistan och låg kvar på listan i 3 veckor.

## Låtlista
1. Midnight
2. Kiss Like Judas
3. Yellow Christian
4. Rose Marie
5. Black December
6. Old Man and the Angel
7. Plastic Dreamer
8. Once Around the World
9. Hunting the Whale
10. Old Man and the Angel (förlängd version)

9-10 är bonusspår på CD-utgåvan.